# 4567 Bečvář
4567 Bečvář eller 1982 SO1 är en asteroid i huvudbältet som upptäcktes den 17 september 1982 av den tjeckiske astronomen Marie Mahrová vid Kleť-observatoriet. Den är uppkallad efter den tjeckiske astronomen Antonín Bečvář.
Asteroiden har en diameter på ungefär 12 kilometer. Den tillhör asteroidgruppen Eunomia.